# Храстовець (Заврч)
Храстовець (словен. Hrastovec) — поселення в общині Заврч, Подравський регіон‎, Словенія.